# Buffalo Storm
Buffalo Storm is een voormalige Amerikaanse voetbalclub uit Buffalo, New York. De club werd opgericht in 1984 en later dat seizoen opgeheven. De club speelde één seizoen in de United Soccer League. Hierin werd de club in de halve finale van de play-offs uitgeschakeld door de later winnaar Fort Lauderdale Sun.